# C10H20O5
化学式C10H20O5（摩尔质量：220.26 g/mol）可指：
- 15-冠-5，CAS号：33100-27-5
- 三乙氧基乙酸乙酯，CAS号：57267-03-5

|  | 这个同类索引页列出了具有相同分子式的化学物（即同分異構體）条目。 除非您是有意链接至本页，否则应将相应条目的内部链接指向正确的条目。 |